# Epitaph to a Dog

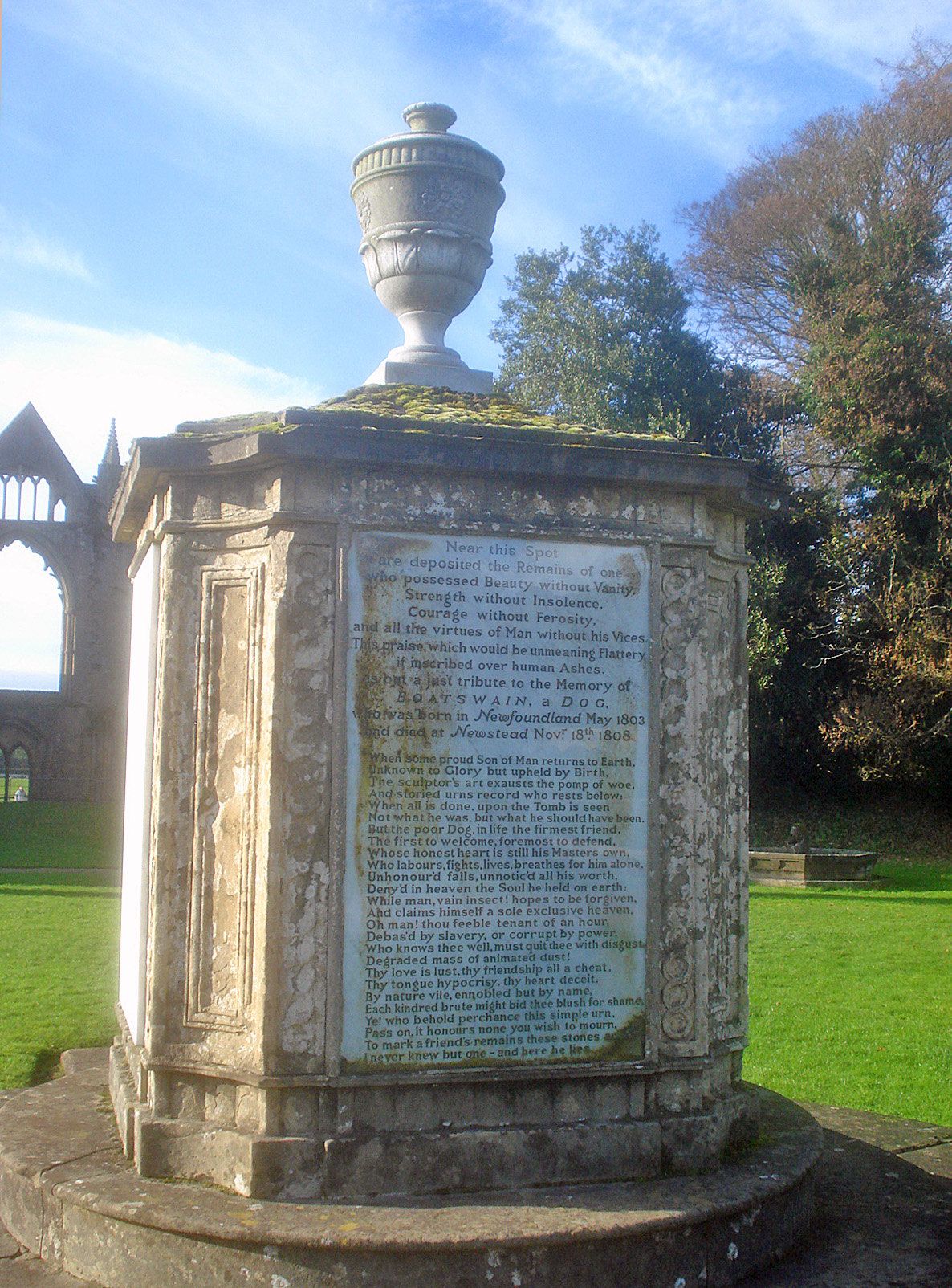
Boatswain's Denkmal mit der Inschrift des Gedichts in Newstead Abbey

Epitaph to a Dog (Epitaph für einen Hund) ist ein Gedicht des englischen Dichters George Gordon Byron, bekannt als Lord Byron. Byron schrieb das Gedicht 1808 zu Ehren seines Neufundländers Boatswain (dt. Bootsmann), den er, obwohl an Tollwut erkrankt, bis zu seinem Tod pflegte. Der Hund wurde im Mönchsgarten in Byrons Anwesen Newstead Abbey in einem Grabmal mit der Inschrift des Gedichts beigesetzt.

## Einleitung
Die einleitende Grabinschrift stammt nicht von Lord Byron, sondern von seinem Freund John Hobhouse, einem englischen Staatsmann. Wie sich aus gefundener Korrespondenz ergab, wollte Byron zunächst die letzten zwei Zeilen des Gedichts verwenden, nutzte aber schließlich Hobhouses Entwurf.
| Near this Spot are deposited the Remains of one who possessed Beauty without Vanity, Strength without Insolence, Courage without Ferocity, and all the virtues of Man without his Vices. This praise, which would be unmeaning Flattery if inscribed over human Ashes, is but a just tribute to the Memory of Boatswain, a Dog who was born in Newfoundland May 1803 and died at Newstead Nov. 18th, 1808 | Nahe dieser Stelle sind die Gebeine beigesetzt von einem der Schönheit ohne Eitelkeit besaß, Stärke ohne Anmaßung, Mut ohne Bösartigkeit, und alle Tugenden des Menschen ohne seine Laster. Dieses Lob, das nichtssagende Schmeichelei wäre, wenn über menschlicher Asche eingraviert, ist nichts als ein gerechtes Tribut in Gedenken an Boatswain, einen Hund der in Neufundland im Mai 1803 geboren wurde und der starb in Newstead am 18. November 1808 |

## Gedicht mit sinngemäßer Übersetzung
| When some proud Son of Man returns to Earth, Unknown to Glory, but upheld by Birth, The sculptor’s art exhausts the pomp of woe, And storied urns record who rests below. When all is done, upon the Tomb is seen, Not what he was, but what he should have been. But the poor Dog, in life the firmest friend, The first to welcome, foremost to defend, Whose honest heart is still his Master’s own, Who labours, fights, lives, breathes for him alone, Unhonoured falls, unnoticed all his worth, Denied in heaven the Soul he held on earth – While man, vain insect! hopes to be forgiven, And claims himself a sole exclusive heaven. Oh man! thou feeble tenant of an hour, Debased by slavery, or corrupt by power – Who knows thee well, must quit thee with disgust, Degraded mass of animated dust! Thy love is lust, thy friendship all a cheat, Thy tongue hypocrisy, thy heart deceit! By nature vile, ennobled but by name, Each kindred brute might bid thee blush for shame. Ye, who behold perchance this simple urn, Pass on – it honours none you wish to mourn. To mark a friend’s remains these stones arise; I never knew but one -- and here he lies. | Wenn irgendein stolzer Menschensohn zu Grabe getragen, dem nicht sein Ruhme, nur die Geburt die Geltung gab, Erschöpft des Bildhauers Kunst den Pomp des Leids, Und mit Geschichten geschmückte Urnen erzählen, wer unten ruht. doch ist nach Allem auf dem Grab zu lesen, Nicht was er war, sondern was sein er hätte sollen. Aber der arme Hund, im Leben der treueste Freund, der erste, der begrüßt, zuvorderst verteidigt, dessen redliches Herz immer seinem Herrn gehört, der arbeitet, kämpft, lebt, atmet für ihn allein, fällt ungeehrt, sein ganzer Wert bleibt unbemerkt, der Himmel wird der Seele verweigert, die er auf Erden hielt – während der Mensch, eitles Insekt! hofft, dass ihm vergeben wird, und fordert einen Himmel einzig und allein für sich. Oh Mensch! Du schwacher Pächter nur der Stunde, Entkräftet durch die Sklaverei oder korrupt durch Macht – Wer dich gut kennt, muss dich mit Abscheu verlassen, geschwächte Masse von belebtem Staub! Deine Liebe ist Lust, deine Freundschaft nur Betrug, deine Zunge Heuchelei, dein Herz Täuschung! Von Natur abscheulich, aber adlig beim Namen, sollst vorm verwandten Tier vor Schande erröten. Jene, die zufällig diese einfache Urne sehen, geht weiter – sie ehrt niemand, um den ihr trauern wollt. Diese Steine bedecken die Gebeine eines Freundes; Ich kannte keinen außer einem - und er liegt hier. |